# Gangster malgré lui
Pour plus de détails, voir Fiche technique et Distribution.
Gangster malgré lui est un film français réalisé par André Hugon, sorti en 1935. 

## Fiche technique
- Titre original : Gangster malgré lui
- Réalisation : André Hugon
- Scénario et dialogues : Paul Fékété
- Photographie : Marc Bujard, Tahar Hannache, Georges Kostal, Jean Lalier
- Montage : Louise Mazier
- Musique : René Sylviano
- Décors : Armand Bonamy et Robert-Jules Garnier
- Société de production : Films André Hugon
- Pays de production :  France
- Format : Noir et blanc - 1,37:1 - son Mono
- Genre : Comédie
- Durée : 73 minutes
- Date de sortie : 
  - France : 3 mai 1935
- Affiche : Roger Cartier (France)

## Distribution
- Georges Milton : Georges
- Françoise Rosay
- Hélène Perdrière
- Robert Arnoux
- Pierre Larquey
- Paul Amiot
- Julien Carette
- Charles Lamy
- Ginette Leclerc
- Henri Vilbert
- Marguerite Templey
- Robert Seller
- Adrien Le Gallo
- Samson Fainsilber
- Oléo